# Marie Gernet
Marie Gernet (* 1. Oktober 1865 in Ettlingen; † 10. Februar 1924 in Karlsruhe) war eine deutsche Mathematikerin, die 1895 als erste Frau an der 1891 gegründeten Mathematisch-Naturwissenschaftlichen Fakultät der Universität Heidelberg promoviert wurde.
Sie arbeitete später als Lehrerin am Mädchengymnasien in Karlsruhe.

## Leben und Wirken
Marie Gernet stammte aus einem katholischen Elternhaus. Sie wurde als Tochter des Generaloberarztes Carl Gernet (1837–1908) und seiner Frau Julie Gernet (geb. Otten) geboren.
Von 1871 bis 1880 besuchte sie die Höhere Töchterschule in Karlsruhe. Im Sommer 1883 legte sie mit 17 Jahren am Prinzessin-Wilhelm-Stift ihre Abschlussprüfung als Lehrerin für Höhere Mädchenschulen ab.
Nach Privatstudien in Mathematik erhielt sie auf Antrag eine Ausnahmegenehmigung zum Studium der Mathematik, Chemie und Physik an der TH Karlsruhe. Dort besuchte sie von 1888 bis 1891 mathematische Kurse in Algebra der Logik bei Professor Ernst Schröder sowie Grundvorlesungen in Mathematik und Physik bei Heinrich Hertz. Ab 1891 studierte sie an der Universität Heidelberg. Die dortige Mathematisch-Naturwissenschaftliche Fakultät hatte erst in diesem Jahr Frauen zum regulären Studium, nicht nur als Hörerin, als erste deutsche Fakultät überhaupt zugelassen. Ab Januar 1894 ließ man dort auch Frauen zum Promotionsstudium zu.
Marie Gernet reichte am 30. Oktober 1894 ihre unter Leo Königsberger angefertigte Dissertation zum Thema „Über Reduktion hyperelliptischer Integrale“ ein. Am 8. November 1894 wurde Gernet als erste Mathematikerin überhaupt im Rahmen eines Rigorosums geprüft. Die Prüfungsfächer umfassten Mathematik und Mechanik (Prüfer: Leo Königsberger) sowie Physik (Prüfer: Georg Hermann Quincke). In Mechanik wurde sie allerdings mit ungenügend bewertet, was zum Nichtbestehen der Prüfung führte. Marie Gernet entschied sich für ein erneutes Antreten, sodass am 18. Juli 1895 unter den gleichen Prüfungsbedingungen die Wiederholungsprüfung abgehalten wurde. Sie erhielt in allen Teilgebieten die Note genügend. Das Rigorosum war damit bestanden, ein Weg in die Wissenschaft aber nicht möglich. Der Doktortitel wurde 1895 verliehen, die Dissertation am 1. Oktober 1895 in Druck gelegt.
Ab 1897 unterrichtete sie, bis zu ihrem Tod 1924, als Lehrerin am Mädchengymnasium Karlsruhe, dem ersten deutschen Mädchengymnasium.